# Bắc Phù Dư
Bắc Phù Dư (tiếng Hàn: 북부여; phiên tự Latin: Bukbuyeo) là một quốc gia cổ của người Triều Tiên ở vùng đất mà ngày nay là hữu ngạn sông Hắc Long Giang (Trung Quốc).
Bắc Phù Dư tồn tại từ năm 239 TCN đến năm 58 TCN. Người sáng lập nên Bukbuyeo là Hae Mosu.
Bắc Phù Dư trải qua 7 đời vua.
- Hae Mosu
- Mosori
- Go Haesa
- Go Uru
- Go Dumak
- Go Museo
- Jumong

Sau khi Go Dumak giành được ngai vua từ Hae Buru, ông đổi tên nước thành Jolbon. Vua cuối cùng Jumong cũng là người sáng lập nước Cao Cấu Ly.